# Акшинка
Акшинка (бел. Акшынка) — упразднённая деревня в Светиловичском сельсовете Ветковского района Гомельской области Белоруссии.

## География
В 27 км на север от Ветки, 49 км от Гомеля. На юге и востоке граничит с лесом.

## Транспортная сеть
Транспортные связи по просёлочной, затем автомобильной дороге Светиловичи — Гомель. Планировка состоит из прямолинейной улицы меридиональной ориентации, к которой на юге присоединяется с востока вторая улица. Застройка двусторонняя, деревянная, усадебного типа.

## История
По письменным источникам известна с XVIII века как деревня в Покотской волости Рогачёвского уезда Могилёвской губернии. Название деревни связано с гидронимом Акшинка (левый приток Сожа) и происходит от иранского axšaina — «синий, тёмно-серый, тёмный». В 1785 году во владении помещика В. Шелюты. В 1847 году 1915 десятин земли. По ревизским материалам 1859 года во владении Езерских. В 1881 году находился хлебозапасный магазин. Согласно переписи 1897 года располагались: школа грамоты, кузница. В одноимённом фольварке, располагавшемся рядом — часовня, водяная и ветряная мельницы, круподробилка, сукновальня. В 1909 году 1470 десятин земли.
В августе 1918 года, во время немецкой оккупации, партизанский отряд действовавший поблизости, занял деревню и восстановил Советскую власть. В 1926 году работали отделение потребительской кооперации, почтовый пункт, начальная школа. В 1962 году в деревню переселились жители посёлка Заря.
С 8 декабря 1926 года по 1986 год центр Акшинского сельсовета Светиловичского, с 4 сентября 1927 года Ветковского, с 12 февраля 1985 года Светиловичского, с 17 декабря 1956 года Ветковского, с 25 декабря 1962 года Гомельского, с 6 января 1965 года Ветковского районов Гомельского округа (до 1930 года), с 20 февраля 1938 года Гомельской области.
В 1930 году создан колхоз «Победа». Во время Великой Отечественной войны 94 жителя погибли на фронтах. Согласно переписи 1959 года была центром совхоза «Восточный». Размещались 8-летняя школа, клуб, библиотека, фельдшерско-акушерский пункт, отделение связи, магазин, столовая.
В состав Акшинского сельсовета входил до 1962 году посёлок Заря (не существует).
В результате катастрофы на Чернобыльской АЭС и радиационного загрязнения жители (64 семьи) переселены в 1993 году в чистые места. В 2011 году деревня была упразднена.

## Население
- 1785 год — 43 жителя.
- 1847 год — 26 дворов, 181 житель.
- 1881 год — 46 дворов.
- 1897 год — 89 дворов, 589 жителей; в фольварке — 4 двора, 24 жителя (согласно переписи).
- 1909 год — 112 дворов, 730 жителей; в фольварке 1 двор, 7 жителей.
- 1926 год — 145 дворов, 723 жителя.
- 1959 год — 280 жителей (согласно переписи).
- 1993 год — жители (64 семьи) переселены.